# Merionoeda aurorensis
Merionoeda aurorensis là một loài bọ cánh cứng trong họ Cerambycidae.